# Гер (Вейфгеренланден)
Гер (нід. Geer) — селище в нідерландській провінції Утрехт. Входить до муніципалітету Вейфгеренланден.
Його площа становить 1,69 км², а населення станом на 2021 рік складало 110 осіб.
Перша згадка про населений пункт датується 1874 роком.